# Televiziunea Română
Societatea Română de Televiziune, abbreviato in Televiziunea Română o con gli acronimi TVR e SRTv, è un ente pubblico autonomo di interesse nazionale, sottoposto al controllo del Parlamento, che opera come emittente televisiva pubblica della Romania.
Opera sette emittenti televisive: TVR 1, TVR 2, TVR 3, TVR INFO, TVR CULTURAL, TVR Internaţional e TVR Moldova e dispone di sei studi territoriali: Bucarest, Cluj-Napoca, Craiova, Iaşi, Timişoara e Târgu Mureș.
È membro dell'Unione europea di radiodiffusione (UER) dal 1993, anno in cui la nazione ha cominciato a partecipare all'Eurovision Song Contest.

## Storia

### Nascita e primi anni
TVR è nata nel 1956 e ha iniziato le trasmissioni il 31 dicembre dello stesso anno, in un edificio di Bucarest.
Nel 1968 TVR si trasferì in un nuovo edificio e nacque Programul 2 (oggi TVR 2), e il canale preesistente venne ribattezzato Programul 1 (oggi TVR 1).
Nel 1983 TVR iniziò le trasmissioni a colori con il sistema tedesco PAL.
Sebbene il resto dei paesi del blocco orientale avessero adottato il sistema SÉCAM sostenuto dai sovietici, TVR scelse di implementare il sistema PAL.
Fin dal lontano 1968, TVR prevedette di introdurre la trasmissione televisiva a colori testando la tecnologia del colore stesso; tuttavia, all'epoca, fu ritenuto troppo costoso imporre la stessa trasmissione a colori e i piani furono accantonati fino al 1983.
Pur avendo iniziato tale tecnica trasmissiva nel 1983, nel 1990, solo alcune trasmissioni venivano emesse a colori e solo poche persone possedevano in casa un apparecchio televisivo in PAL per poterle seguire.

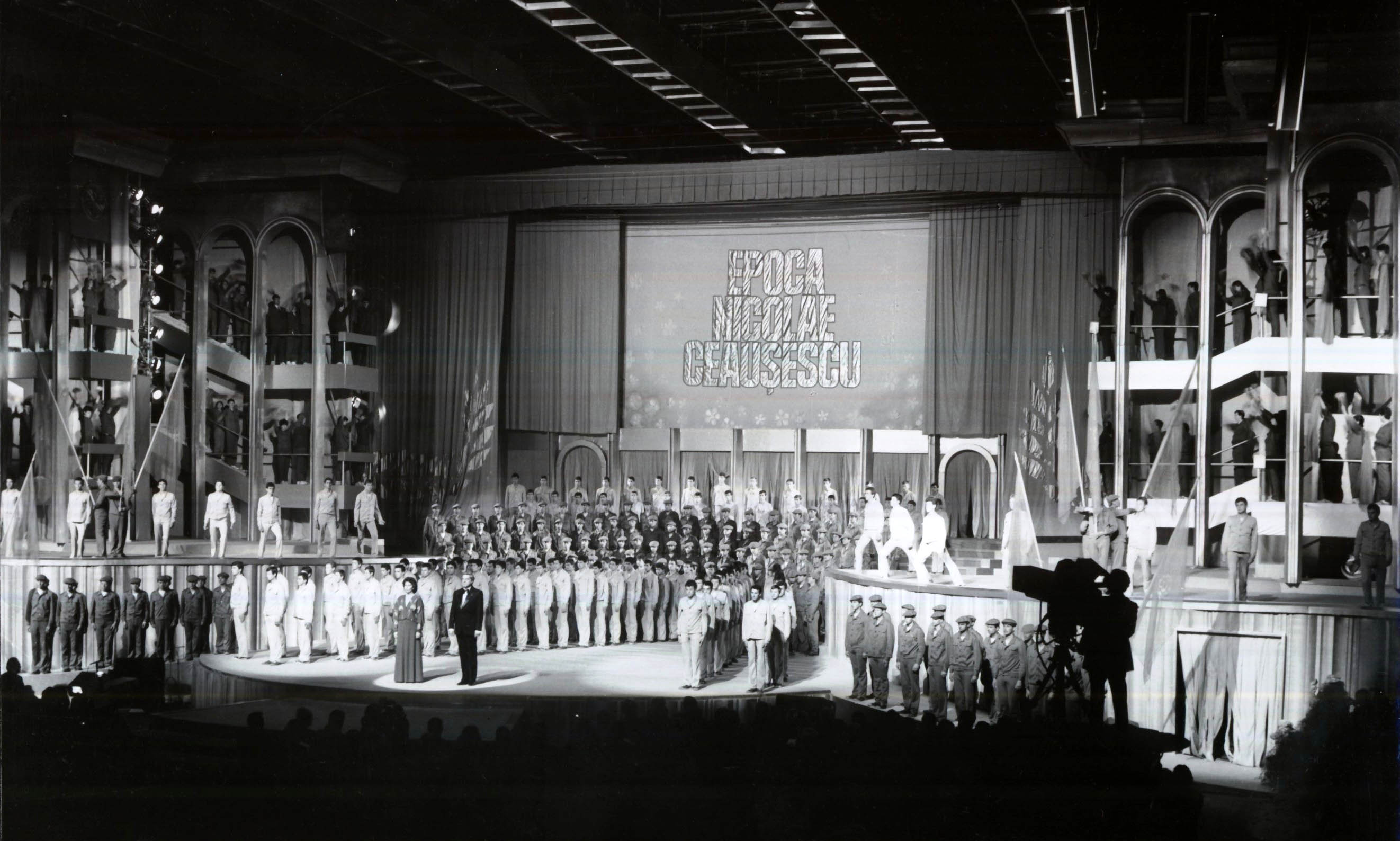
Un programma televisivo di TVR del 1986, Epoca Nicolae Ceaușescu

A causa del programma di risparmio energetico, introdotto dal regime comunista nel 1985, TVR 2 venne sospeso e TVR 1 venne limitato a due ore al giorno (dalle 20.00 alle 22.00 con un'eccezione il sabato, dalle 13:00 alle 15:00 e dalle 19:00 alle 22:30, e la domenica con lo stesso programma del sabato con l'orario dedicato ai bambini tra le 11:30 e le 12:30).
Tali orari di programmazione erano dovuti al fatto che la stessa TVR doveva concentrare i suoi sforzi sulla vita personale di Nicolae Ceaușescu e della moglie Elena quindi, in realtà, codesta programmazione giornaliera veniva suddivisa in metà propaganda e metà intrattenimento generale; inoltre TVR rimase l'unica emittente televisiva attiva in Romania fino al 1989.
La programmazione di due ore al giorno veniva così suddivisa:
- 19:53 Inno nazionale della Repubblica socialista di Romania: "Trei culori"
- 19:57 Inno del Fronte d'Unità Democratico e Socialista (Frontul Democrației și Unității Socialiste): "E scris pe tricolor Unire"
- 19:59 Apertura (orologio)
- 20:00 Telegiornale ("Telejurnal" )
- 20:20 Programmi speciali dedicati a Ceaușescu (documentari o spettacoli musicali)
- 21:00 Un episodio di uno spettacolo teatrale, opera o un film
- 21:50 Telegiornale ("Telejurnal")
- 21:58 Chiusura ("Hora Unirii").

Nel 1988 i programmi aumentarono a tre ore al giorno nei giorni feriali (dalle 19:00 alle 22:00).
La serie TV americana Dallas, introdotta a metà degli anni '80, divenne l'unico programma televisivo occidentale trasmesso sul canale a colori.

### Dopo la rivoluzione del 1989
Durante la rivoluzione romena del 1989, TVR fu occupata dai manifestanti cambiandone il nome in Televiziunea Română Liberă (TVRL).
In quell'anno, la sede centrale della televisione romena fu un riferimento importante per il Fronte di Salvezza Nazionale in quanto utilizzata dai ribelli per diffondere qualsiasi notizia alla popolazione come, ad esempio, la diffusione che, nel pomeriggio del 22 dicembre, l'ex dittatore Ceaușescu era fuggito.
Il 17 febbraio 1990 fu la data in cui, molto semplicemente, venne eliminata la L dall'acronimo pertanto TVR 2 (ex TVRL 2) riprese le sue regolari trasmissioni e TVRL 1 divenne TVR 1.
Dopo il 1990, senza alcuna strategia, TVR cadde in una profonda crisi di identità; essa, infatti, cambiò identità più volte senza alcun motivo particolare (tale crisi si intensificò anche dopo il 1996).
Al 1º gennaio 1993, come parte di Radioteleviziunea Româna (RTVR), TVR entra a far parte dell'Unione europea di radiodiffusione (UER), e l'anno successivo il paese debutta all'Eurovision Song Contest.
Al 1º dicembre 1995, giorno di festa dell'unità nazionale, viene lanciata TVR International mentre nel 1998 essa viene ribattezzata in TV Romania International con un'identità completamente diversa dalla precedente.
Nel 2001, TVR 2 ha cambiato anch'essa identità, logo e presentazione per la quarta volta; nello stesso anno, dopo tre "rebranding", TVR 1 diviene "TV Romania 1".
Con la nuova denominazione "Romania 1" ivi incluso il logo del canale, essa ha cambiato tre volte la sua identità in soli due anni.
Nel 2002 viene lanciata TVR Cultural.
Nel 2003 il management ha avviato un controverso rebranding (una nuova identità è stata creata dall'agenzia britannica English & Pockett).
Alla data dell'11 giugno 2004, tutti i canali sono stati rinominati "TVR" e hanno ricevuto la stessa identità.
Nel 2006 TVR si occupa di ospitare, presso la Sala Polivalentă di Bucarest, lo Junior Eurovision Song Contest 2006, vinto dalla Russia con Anastasija e Maria Tolmačëvy.
Nell'agosto 2008, TVR ha acquisito i diritti di trasmissione della UEFA Champions League in Romania, per le tre stagioni successive (tra la stagione 2009-2010 e la stagione 2011-2012) mentre dalla stagione 2012-2013, ha acquisito la seconda opzione.
Il 1º giugno 2008, TVR HD ha iniziato a trasmettere in HD dando anche visione, ai telespettatori romeni, di Euro 2008 e delle Olimpiadi estive dello stesso anno.
Con il 10 ottobre 2008 viene lanciata TVR 3 dando l'impronta di canale dedicato alla programmazione locale, all'intrattenimento ed alle notizie prodotte nelle varie regioni della Romania.
Al 31 dicembre 2008 viene lanciato TVR Info, un canale "must-carry" per tutti gli operatori via cavo.
Tale canale trasmette informazioni sul traffico, notizie e feed in diretta da telecamere dislocate in varie città della Romania.
Nel 2016 la Romania viene squalificata dall'Eurovision Song Contest 2016, a causa del debito di TVR verso l'UER di 14,5 milioni di franchi svizzeri, inoltre è stata preclusa all'emittente la possibilità di trasmettere altri programmi in Eurovisione. Dopo il pagamento del debito il paese ha partecipato alle successive edizioni dell'Eurovision Song Contest.
Dal 3 novembre 2019 TVR 1 e TVR 2 sono passati all'HD e TVR HD ha terminato la sua trasmissione dopo 11 anni. Il notiziario viene ora trasmesso dal vecchio Studio 2 modernizzato.
Due eventi verranno celebrati nel 2021 con il progetto speciale "Noi siamo TVR", la miniserie di documentari sul patrimonio della Romania, coprodotta da TVR-UNESCO per i 65 anni di Televisione in Romania e 65 anni dall'adesione della Romania all'UNESCO, la cui doppia celebrazione ha dato vita a progetti unici. "Noi siamo TVR" mette al centro le persone che danno vita alla Televisione pubblica tutti i giorni, 24 ore su 24, i dipendenti che lavorano rispettivamente negli studi di Bucarest, Cluj, Craiova, Iaşi, Timişoara, Tîrgu-Mureş e TVR MOLDOVA.
"2x65" è una serie di mini-documentari sul patrimonio della Romania, 65 storie raccontate dai dipendenti, trasmesse in 65 giorni.

## Organizzazione
L'emittente gestisce attualmente 5 canali: TVR1, TVR2, TVR3, TVRi e TVR MOLDOVA. In passato ha gestito altri tre canali televisivi, che tuttavia sono stati soppressi in seguito alla crisi economica di TVR nel 2012: TVR Cultural e TVR Info, che in seguito è stato sostituito da TVR News che è stato soppresso a sua volta nel 2015.

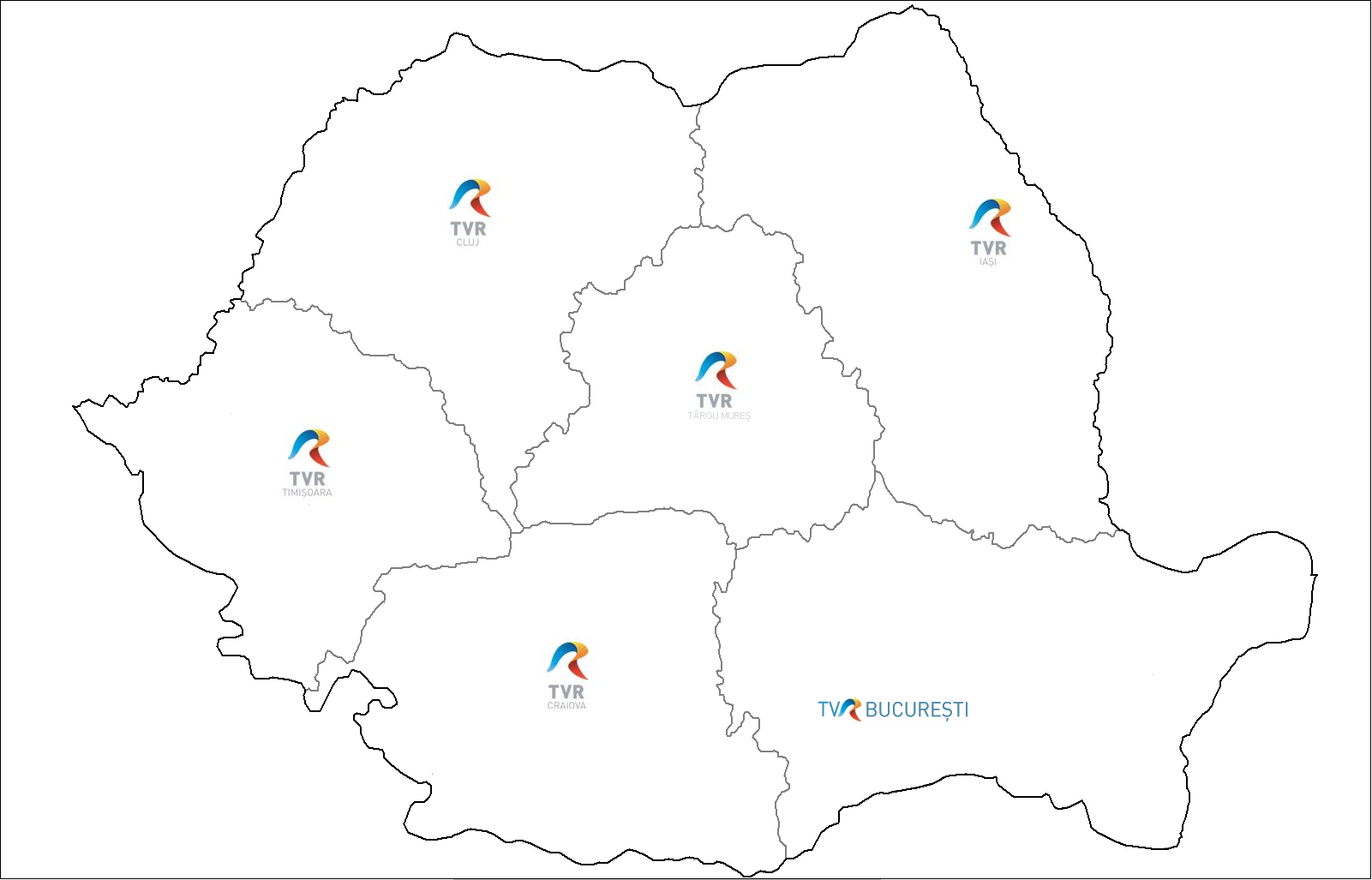
La suddivisione degli studi regionali

TVR gestisce inoltre 6 "studiouri teritoriale" (studi regionali): TVR București, TVR Cluj, TVR Craiova, TVR Iași, TVR Tîrgu-Mureș e TVR Timișoara.

## Finanziamento ed accuse
Fino al 2017 TVR era finanziata con una tassa di licenza televisiva obbligatoria per tutti i possessori di televisori ed anche dalla pubblicità.
Ciò è stata considerata come concorrenza sleale da parte delle emittenti televisive commerciali dato che, quest'ultime, devono basarsi esclusivamente sulle entrate derivanti dalla pubblicità e dagli operatori via cavo.
Dopo aver rimosso la tassa di 6,5 lei, TVR è adesso totalmente finanziata direttamente dal governo.
Il consiglio di amministrazione di TVR è nominato dal governo e dal parlamento.
Nella sua storia post-comunista, TVR è stata quasi costantemente sospettata di sottomettersi al controllo e alla censura del governo.